# Spieltrieb (Film)
Spieltrieb ist ein deutsches Filmdrama des Regisseurs Gregor Schnitzler aus dem Jahr 2013. Es basiert auf dem Roman Spieltrieb der deutschen Schriftstellerin Juli Zeh, der 2004 veröffentlicht wurde und vom Audio Verlag als Hörbuch umgesetzt wurde. Es handelt sich bei Spieltrieb nach Soloalbum, Die Wolke und Resturlaub um Schnitzlers vierte Kino-Romanadaption in Folge. Michelle Barthel übernahm bei dem Film erstmals eine Hauptrolle.

## Handlung
Die 15-jährige Ada ist hochbegabt und hat bereits zwei Klassen übersprungen. Am elitären Bonner Privatgymnasium, das sie besucht, ist sie jedoch eine Außenseiterin und hält die Mitschüler für langweilig und oberflächlich. Nachdem der ebenfalls überaus intelligente und zudem sehr charismatische neue 18-jährige Schüler Alev in ihre Klasse gekommen ist, fühlt sich die Einzelgängerin nicht nur zu dem Schönling hingezogen, sondern findet zugleich einen Seelenverwandten in ihm. Alev wirkt zwar nahezu unnahbar und fast dämonisch, doch gerade diese Aura und seine selbstbewusste und kühle Art lösen in Ada eine Faszination aus, die bis zur körperlichen Anziehung geht.
Alev hingegen, der regelmäßig Stripclubs besucht, jedoch vorgibt, keine Liebesbeziehung mit Ada eingehen zu können, weil er impotent sei, nutzt seine Intelligenz vorwiegend dazu, seine Mitmenschen zu provozieren. Dennoch kommen sich die beiden Schüler näher und Alev erzählt Ada von seiner Theorie des Spieltriebs. Sämtliche menschliche Aktionen stellen seiner Meinung nach Spielhandlungen dar. Daher könnten Menschen wie Spielfiguren manipulativ gesteuert werden. Für sein nächstes Spiel ist Alev auf die Mithilfe von Ada angewiesen. Er bringt die jungfräuliche Ada dazu, ihren Deutsch- und Sportlehrer Smutek, der mit seiner Ehefrau eine schwere Zeit durchlebt, in der Sporthalle der Schule zu verführen, während er die beiden aus einem Versteck heraus filmt.
Obwohl Ada für ihren Lehrer, der nun immer wieder zum Sex gezwungen wird, Mitleid empfindet, muss sie feststellen, dass das perfide Spiel um Macht und Leidenschaft, aus dem niemand als Gewinner hervorgehen kann, außer Kontrolle geraten ist. Die anfänglich klare Rollenverteilung beginnt zu verschwimmen, bis Ada schließlich nicht mehr klar ist, wer ihr wahrer Gegner ist. Sie empfindet zwar Mitgefühl für ihren Lehrer, schreckt aber dennoch nicht davor zurück, ihn um 5000 Euro zu erpressen, um ihr ausstehendes Schulgeld zu bezahlen. Als sie kurze Zeit später Smutek ihre Liebe gesteht und mit ihm durchzubrennen plant, erklärt ihr Alev, dass sie für ihn austauschbar wie eine Spielfigur sei und er ihr gegenüber keinerlei Emotionen empfinde. Für Ada sind in ihrer Dreiecksbeziehung zu beiden Männern zu viele Gefühle involviert. Alev hingegen genießt Adas Abhängigkeit von ihm.
Smutek gegenüber gibt Alev provozierend preis, dass er ihn nur benutzt habe, um Ada für seine Zwecke gefügig zu machen. Das Spiel sei beendet. Was mit den auf der Webseite der Schule befindlichen Videos passieren solle, die Smutek zusammen mit Ada zeigen, lässt er offen. Der Lehrer lässt sich im Rausch der Emotionen dazu hinreißen, über Alev herzufallen und ihn krankenhausreif zu schlagen. Die herbeigerufenen Einsatzkräfte nehmen Smutek fest und bringen Alev ins Krankenhaus, wo er von Ada, die weiterhin Gefühle für ihn hegt, besucht wird.
Die drei sehen sich bei der Gerichtsverhandlung wegen des körperlichen Übergriffs zwischen Smutek und Alev wieder. Alev verschweigt bei seiner Zeugenbefragung, dass die von ihm zwischen dem Angeklagten und Ada gedrehten Sexszenen zu der körperlichen Auseinandersetzung geführt haben. Smutek schweigt zu den Anschuldigungen, Alev grundlos verprügelt zu haben, wohlwissend, welches Strafmaß ihn erwarten würde. Weil Ada jedoch Smutek nicht seinem drohenden Schicksal überlassen möchte, revidiert sie ihre vorherige Aussage und gibt zu Protokoll, mit ihrem Lehrer sexuell verkehrt zu haben. Grund sei ihrer Darstellung zufolge der Freitod ihres Philosophielehrers und Mentors Höfi gewesen, zu dem sie eine starke intellektuelle Beziehung gehabt habe. Ihre tiefe Trauer um ihn habe sie in die Arme Smuteks getrieben, in den sie bereits zuvor verliebt gewesen sei. Sie habe aus eigenen Stücken gehandelt, während Smutek sich gegen die Beziehung mit seiner Schutzbefohlenen gewehrt habe. Smutek bestätigt ihre Ausführungen. Daraufhin wird er zu einer Haftstrafe verurteilt, die zur Bewährung ausgesetzt wird. Alev wird unter anderem wegen Erpressung verurteilt, auch seine sechsmonatige Jugendstrafe wird zur Bewährung ausgesetzt.
Während einer Reise zum Orakel von Delphi reflektiert Ada ihre Erlebnisse.

## Hintergrund
Spieltrieb erhielt Förderungen vom Deutschen Filmförderfonds (550.697 €), dem FilmFernsehFonds Bayern (400.000 €), Filmförderungsanstalt (300.000 €), Verleihförderung FFFB (100.000 €) sowie dem European Film Fund. Aufgrund der bayerischen Filmförderung entstanden weite Teile der Aufnahmen in München. Darüber hinaus wurde Spieltrieb in Bonn, Oberstdorf, am Nebelhorn, sowie im griechischen Delphi gedreht. Die Szenen, die am fiktiven Ernst-Bloch-Gymnasium spielen, zeigen verschiedene Gebäude in München, darunter die Fassade des Bayerischen Landesamts für Steuern, den Innenhof der Alten Münze sowie die Treppe im Lichthof der Ludwig-Maximilians-Universität, aber auch Aufnahmen in und an der Klosterschule Roßleben in Thüringen. Das Klassenzimmer wurde in der ehemaligen Bayern-Kaserne im Norden Münchens eingerichtet. Die Aufnahmen der Sporthalle entstanden am Maximiliansgymnasium München, wo bereits Die Lümmel von der ersten Bank, Der Kommissar sowie Derrick gedreht wurden. Die Szenen im Club wurden in der Paradiso Tanzbar in München aufgezeichnet. Die Aufzeichnung der Klassenfahrt erfolgte in Oberstdorf sowie den Allgäuer Alpen. Die Rettung aus dem See wurde am Starnberger See gedreht. Die Jugendherberge wurde in den Bavaria Filmstudios für den Film errichtet, wo auch die Aufnahmen entstanden, die im Gerichtssaal spielen. Zuvor wurde diese Gerichtskulisse bereits 2005 für den Kinofilm Sophie Scholl – Die letzten Tage genutzt. Zudem wurde im Foyer des Justizpalast München gefilmt. Die Schlussszene wurde am Orakel von Delphi gedreht. Für die letzte Einstellung, in der Ada mit einem Moped eine Bergstraße am Mittelmeer hinabfährt, wurde eigens eine Passstraße gesperrt. Die Dreharbeiten begannen am 29. Mai 2012 und endeten am 27. Juli 2012. Michelle Barthel nahm die Dreharbeiten in München unmittelbar nach ihrer letzten mündlichen Abiturprüfung auf. Kameramann Andreas Berger zeichnete bereits für die Kameraarbeit bei Gregor Schnitzlers Filmen Was tun, wenn’s brennt? sowie Resturlaub verantwortlich.

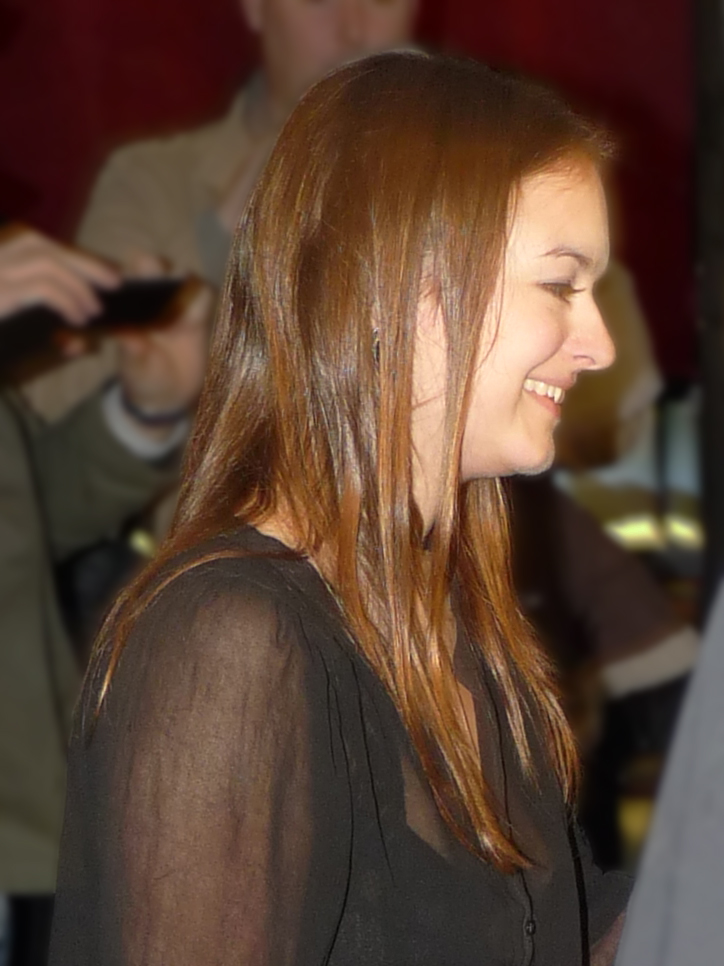
Michelle Barthel bei der Premiere im Cineplex Münster

Der Film wurde am 24. August 2013 beim World Film Festival in Montreal unter dem Titel L'instinct du jeu uraufgeführt. Der Film wurde in Deutschland erstmals am 1. Oktober 2013 im City Kino in München gezeigt. Beim 9. Zurich Film Festival war der Film am 4. Oktober 2013 in der Reihe „Gala Premieren“ zu sehen. Am selben Tag wurde er in Südkorea beim 18. Busan International Film Festival in der Kategorie „World Cinema“ vorgeführt. Im Cineplex Münster fand am 6. Oktober 2013 eine Filmvorführung vor dem offiziellen Kinostart statt. Bei der Vorführung in Münster war die aus Schapdetten im Münsterland stammende Hauptdarstellerin Michelle Barthel anwesend. Der bundesweite Kinostart erfolgte in Deutschland am 10. Oktober 2013 und in Österreich einen Tag später. Für die Schweiz war der Kinostart zunächst für den 2. Januar 2014 geplant, wurde jedoch am 2. Dezember 2013 abgesagt. Der Film wird weltweit unter dem englischsprachigen Titel Gaming Instinct vermarktet.
Für den Film wurde ein von der Romanvorlage abweichendes Ende gedreht. Während Ada im Roman mit ihrem Deutschlehrer durchbrennt, trennen sich für Ada und ihren Sportlehrer Smutek im Film nach einer Gerichtsverhandlung die Wege. Der dem Film zugrundeliegende Roman wurde zudem als Adaption für die Bühne umgesetzt. Die Uraufführung war am 16. März 2006 im Deutschen Schauspielhaus in Hamburg als Theaterfassung von Bernhard Studlar mit Jana Schulz als Ada und Marco Albrecht als Szymon Smutek zu sehen, wobei Roger Vontobel die Regie übernahm. Zudem wurde er 2009 als Theaterstück unter der Regie von Jette Steckel mit Carlo Ljubek als Alev und Simon Eckert als Olaf im Schauspiel Köln aufgeführt. Sebastian Stolz führte 2012 bei den Aufführungen im Landestheater in Eisenach Regie, die dort ab dem 20. September 2012 zu sehen waren.
Der Rollenname des polnisch-stämmigen Sportlehrers Smutek trägt in der polnischen Sprache die Bedeutung Traurigkeit.

## Rezeption
Mit Spieltrieb sei Schnitzler nach Beurteilung der Deutschen Film- und Medienbewertung „eine gekonnte Umsetzung der provokanten und erfolgreichen Vorlage von Juli Zeh gelungen“. Die Darsteller „brillieren“, darunter die „glaubwürdig“ spielende Michelle Barthel, die ein „absoluter Glücksgriff“ sei, aber auch Jannik Schümann sei „perfekt besetzt und spielt großartig“ in einer Rolle, die „charismatische und fast schon teuflische Präsenz“ zeige. Maximilian Brückner sowie Richy Müller wissen in ihren Rollen ebenfalls zu „überzeugen“. Durch „seine genialen kühlen Bilder und seine theaterhaft-literarische Sprache“ wirke der Film „wie ein perfekt ästhetisierter Videoclip“. Schnitzler sei „eine filmisch anspruchsvolle und kongeniale Umsetzung eines polarisierenden Stoffes“ gelungen.
Die „zwischen »Eiskalte Engel« und »Shades of Grey« angesiedelte Skandal-Soap“ kratze nach Meinung von Christoph Petersen von Filmstarts „nur an der Oberfläche“ der „komplexen moralischen Fragen des Buches“. Dennoch gelinge es Schnitzler „ein stimmig-intensives Porträt seiner beiden philosophiegeilen Protagonisten“ zu entwerfen. Damit sei Spieltrieb „eine deutsche Variante des stylisch-provokanten Teenager-Intrigantenstadels »Eiskalte Engel« geworden – und zwar gar keine schlechte!“ Die „großartige Hauptdarstellerin“ Michelle Barthel, die die „liebestolle Protagonistin“ Ada spielt, überzeugen ebenso wie „die immer wieder eingestreuten, bewusst cool-trockenen Nihilismus-Dialoge“. Spieltrieb sei „stylisch, sexy und provokant“ und damit „eine die meiste Zeit über tatsächlich richtig schicke Hochglanzinszenierung“, die „sich vor der Hollywoodkonkurrenz nicht zu verstecken braucht“. Regisseur Schnitzler bewege sich „selbst- und stilbewusst“ durch die Produktion, „auch wenn sich der Film mit seiner im Vergleich zum Roman biederen Schwerpunktsetzung am Ende als allenfalls halb so radikal wie seine alles für ein simples Spiel riskierenden Teenager-Anti-Helden erweist“. Letztlich sei aus dem „provokant-philosophischem Bestseller eine weniger originelle, aber dafür stylisch gefilmte und intensiv gespielte Variante von »Eiskalte Engel« ganz ohne deutsche Piefigkeit“ entstanden. Petersen vergab drei von fünf möglichen Punkten.
„Musik, Kamera und die perfekte Montage sind weitere gelungene Komponenten eines außergewöhnlich guten und diskussionswürdigen Filmes“, deren Dreharbeiten nach Aussage von Schnitzler für die Darsteller sowie von ihn selbst „ein Grenzgang“ gewesen seien, schrieb Torsten Lorenz vom Style-One-Magazin.
Bei der „atemberaubenden Geschichte um eine obsessive Liebe, die in einem abgründigen Spiel um Leidenschaft, Erpressung und Macht mündet,“ seien die Hauptrollen nach Einschätzung mit Michelle Barthel, Jannik Schümann, Maximilian Brückner, Sophie von Kessel, Richy Müller sowie Ulrike Folkerts „hervorragend besetzt“.
Die Redaktion der dpa schreibt, die „Filmstory hält sich nur im Kern an die Vorlage“ und „konzentriert sich […] auf die Vorführung unmoralischen Verhaltens“, „wo der Roman mit reichen philosophischen Exkursen eine Diskussion über Fragen der Moral anstößt“. „Schauspielerisch beeindruckten besonders die bereits in einigen Fernsehfilmen erfolgreich aufgetretene Michelle Barthel als Ada in ihrer ersten Kinohauptrolle und die als «Tatort»-Kommissarin berühmt gewordene Ulrike Folkerts im Part der Mutter“, lautet das Urteil weiter. Regisseur Schnitzler, der „offensichtlich bewusst weitestgehend eine harmonisierende oder glättende Erzählweise“ verzichtet, äußerte sich: „So ein Film soll polarisieren. Wenn wir nur angepasste Filme machen, setzt sich keiner damit auseinander.“
Martin Schwickert vom Magazin Ultimo ist der Meinung, Regisseur Schnitzler entwickle „ein gutes Gespür für das emotionale Hinterland seiner Figuren, die mit Macht, Manipulation und letztlich auch mit den eigenen Emotionen experimentieren“ und überzeuge „durch eine konzentrierte Erzählung, die nur selten aus der abgeschirmten Welt der Schule herausführt“.
Nach Einschätzung der Redaktion des Cineplex spielt Michelle Barthel in dem Film „ihre bisher wohl gewagteste und beste Rolle“. „Das gleicht nicht aus, dass der Psychothriller um ein berechnendes Pärchen psychologisch plakativ arbeitet und distanzlos von Gregor Schnitzler inszeniert wurde“, äußert die Redaktion des Cineplex. „Fast alle Darsteller sind »Tatort«-Gesichter“ bei dieser „Seelenstriptease“, was „kein wirklich gutes Kino-Zeichen“ sei.

## Auszeichnungen
Spieltrieb wurde von der Deutschen Film- und Medienbewertung mit dem Prädikat besonders wertvoll ausgezeichnet.